# Расселл, Дайон
Дайон Расселл (англ. Dion Russell; род. 8 мая 1975, Мельбурн) — австралийский легкоатлет, специалист по спортивной ходьбе. Выступал на профессиональном уровне в 1992—2000 годах, призёр ряда крупных международных стартов, чемпион Австралии на дистанциях 20 и 50 км, участник двух летних Олимпийских игр.

## Биография
Дайон Расселл родился 8 мая 1975 года в Мельбурне, штат Виктория. Занимался лёгкой атлетикой в мельбурнском клубе Athletics Essendon.
Впервые заявил о себе на международном уровне в сезоне 1992 года, когда вошёл в состав австралийской сборной и выступил на юниорском мировом первенстве в Сеуле, где в зачёте ходьбы на 10 000 метров занял 14-е место.
В 1994 году в дисциплине 10 000 метров финишировал восьмым на юниорском мировом первенстве в Лиссабоне.
В 1995 году в ходьбе на 20 км занял 53-е место на Кубке мира в Пекине. Будучи студентом, представлял Австралию на Всемирной Универсиаде в Фукуоке, где в той же дисциплине пришёл к финишу восьмым.
Благодаря череде успешных выступлений в 1996 году удостоился права защищать честь страны на летних Олимпийских играх в Атланте — в программе 20 км показал время 1:30:04, расположившись в итоговом протоколе соревнований на 47-й строке.
В 1997 году одержал победу на чемпионате Австралии, занял 49-е место на Кубке мира в Подебрадах, 31-е место на чемпионате мира в Афинах.
В 1998 году защитил звание национального чемпиона, на чемпионате Австралии в Мельбурне установил свой личный рекорд в ходьбе на 50 км — 3:47:34. Принимал участие в Играх Содружества в Куала-Лумпуре, где сошёл с 50-километровой дистанции.
В 1999 году среди прочего выступил на Кубке мира в Мезидон-Канон, показал 12-й результат на чемпионате мира в Севилье.
На домашних Олимпийских играх 2000 года в Сиднее стартовал сразу в двух дисциплинах: на дистанциях 20 и 50 км занял 25-е и 27-е места соответственно. По окончании сиднейской Олимпиады завершил спортивную карьеру.